# پی‌کی (فیلم)
پی‌کی (به انگلیسی: Pk) یک فیلم علمی تخیلی و کمدی-درام هندی به کارگردانی راجکومار هیرانی و ساخته شده در سال ۲۰۱۴ است که سومین فیلم پرفروش تاریخ سینمای هند می‌باشد. فیلم‌نامه فیلم توسط هیرانی و آبیجات جوشی به رشته تحریر درآمده است. این فیلم در ۱۵ روز اول اکران خود تمام رکوردهای فروش را جابه‌جا کرد و فروش بی‌سابقهٔ ۳۰۰ کروری داشت.
این فیلم یکی از محبوب‌ترین کمدی بالیوودی در خارج از هند محسوب می‌شود این فیلم با امتیاز ۸٬۱ از ۱۰، از ۲۱۰ هزار رای‌دهنده در وبگاه IMDb قرار دارد.

## داستان
فیلم روایتگر دو داستان است اولی عاشقانه و دومی مذهبی و عقیدتی. در داستان اول دو جوان عاشق یکدیگر می‌شوند. جاگو، دختر هندی و سرفراز، پسر پاکستانی دلباخته یکدیگر می‌شوند اما پدر جاگو بسیار با این ازدواج مخالف است؛ یکی به دلیل تفاوت مذهبشان و دیگری به خاطر نظر رهبر مذهبی‌شان. او پیش‌بینی کرده سرفراز، جاگو را ترک خواهد کرد و همین باعث بروز یک سری اتفاقات تا پایان فیلم می‌شود. در طرف دیگر فیلم و داستان دوم که موازی با داستان اول در حال نمایش است، آدم فضایی (پی‌کی) برای تحقیقات به زمین می‌آید و از کنترلی برای ارتباط با سفینه‌اش استفاده می‌کند. در ابتدای فیلم این کنترل توسط یک دزد به سرقت برده می‌شود. پی‌کی که به دنبال کنترل خود روی زمین می‌گردد از تمامی انسان‌هایی که در راهش قرار می‌گیرند جویای کنترل می‌شود اما همه این جواب را می‌دهند: «ما از کجا بدانیم… خدا می‌داند کجاست»... همین مقدمه‌ای می‌شود تا او به دنبال پیدا کردن خدا برود و با چند مذهب رایج در هند برخورد می‌کند. در اواسط فیلم هر دو داستان به هم گره‌می‌خورند و در انتها برآیند هر دو باعث یک نتیجه‌گیری می‌شود.

## بازیگران
| عامر خان (امیر خان) | پی‌کی        |
| انوشکا شارما        | جاگو        |
| سانجی دات           | بایرون سینگ |
| بومان ایرانی        | چری         |
| سوشانت سینگ راجپوت  | سرفراز یوسف |
| سراب شوکلا          | تاپاسابی    |

## حاشیه‌ها
این فیلم بیشتر کسانی که خود را مباشرین خداوند می‌نامند و از این طریق پول‌ها زیادی به دست می‌آورند را مورد انتقاد قرار داده. پیام فیلم مخالفت با خرافات ادیان است.
کاهنان بیشترین ضربه را از فیلم خوردند و نگاه مردم نسبت به آن‌ها و اعمال خرافاتی‌شان تغییراتی کرد. کاهنان و حامیانشان گروهی تشکیل دادند و در اعتراض به فیلم تظاهرات کردند و قسمت‌های از هند آشوب به پا کردند و خیلی از سینماها را تخریب کردند. اما اکثریت مردم هند موافق فیلم بودند و با استقبالی با شکوه و بی‌بدیل این فیلم را به پرفروش‌ترین فیلم تاریخ تبدیل کردند. همچنین فیلم مورد استقبال سیاسیون قرار گرفت و یکی از وزرای هند دستور داد که از این فیلم مالیات گرفته نشود.
فیلم هم در جامعهٔ اصلی هند و هم در جامعهٔ مجازی از حمایت بسیار بالای مردم عادی و افراد مشهور برخوردار بود.